# Padres Paulistas
A Sociedade Missionária de São Paulo Apóstolo, mais conhecida como Padres Paulistas, é uma sociedade de vida apostólica para homens fundada na cidade de Nova Iorque, nos Estados Unidos, pelo servo de Deus, padre Isaac Thomas Hecker, com a colaboração dos padres George Deshon, Augustine Hewit e Francis A. Baker. Membros desta sociedade são chamados de "paulistas" e se identificam como tal utilizando as iniciais C.S.P. depois de seus nomes, uma referência a Congregação de São Paulo.
Em Roma, os paulistas receberam a igreja de Santa Susanna e atendem a comunidade católica norte-americana na cidade. 

## Foco na América do Norte
Os Padres Paulistas foram a primeira comunidade sacerdotal criada na América do Norte. Sua missão é evangelizar o povo da região da forma mais adequada à cultura do continente. Além disto, os paulistas também atuam no ecumenismo, nas relações inter-religiosas e na reconciliação. Eles buscam ser uma ponte entre a cultura contemporânea e o catolicismo, utilizando a média para alcançar este objetivo, começando com a imprensa, com a fundação da revista "Mundo Católico" (em inglês:  Catholic World) em 1865 e continuando até hoje com a Editora Paulista (Paulist Press) e programas de rádio, filmes e na internet.
Por causa do foco principal da missão dos Padres Paulistas, a conversão da sociedade e do povo norte-americano, quase todas as suas fundações (como os são chamados os centros de ministério paulistas) e sacerdotes estão localizados nos Estados Unidos. Atualmente há fundações em 13 estados e também nas cidades de Toronto, no Canadá, e em Roma.

## Hecker e os primeiros anos

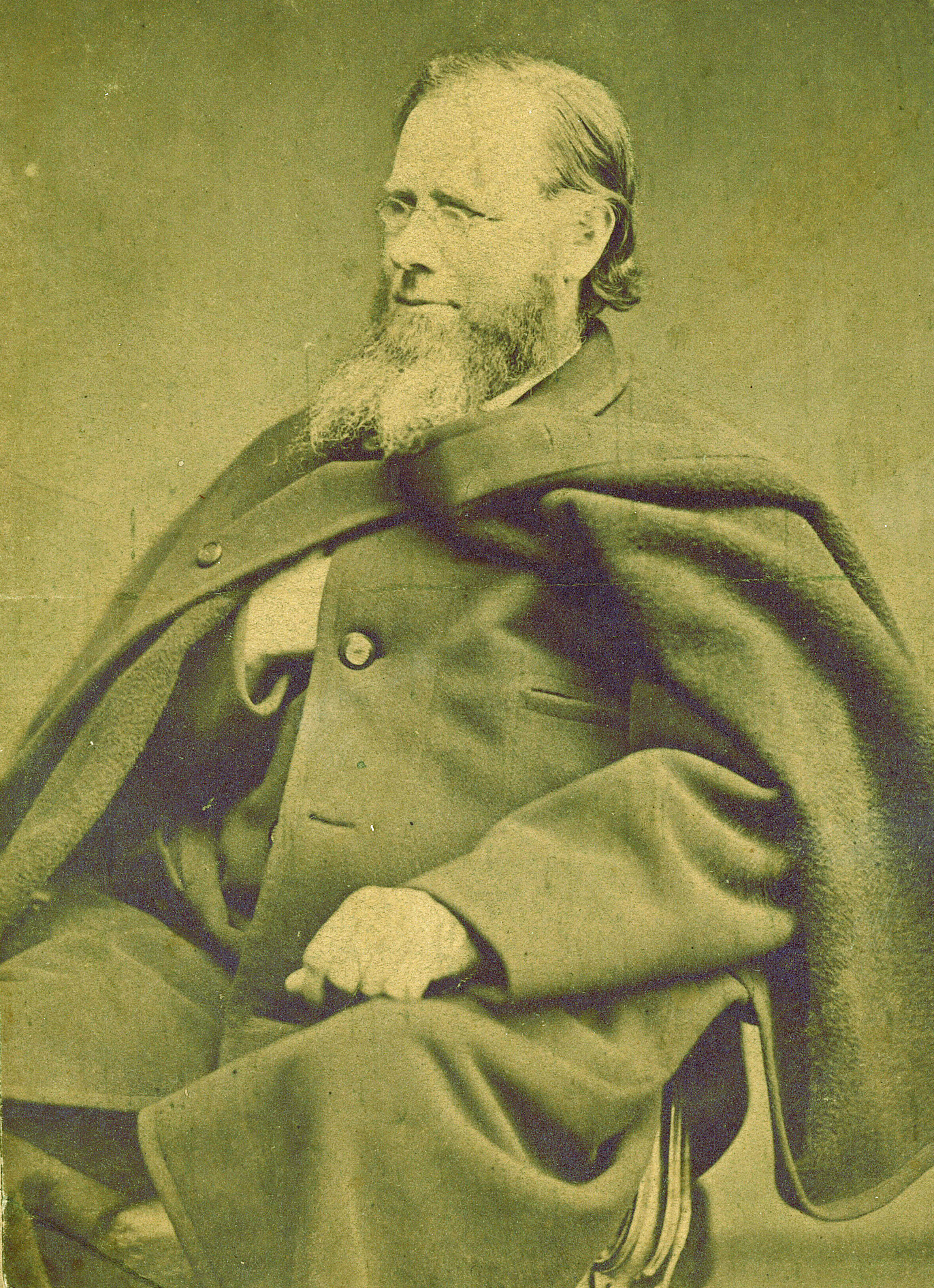
O fundador, o servo de Deus Isaac Thomas Hecker.

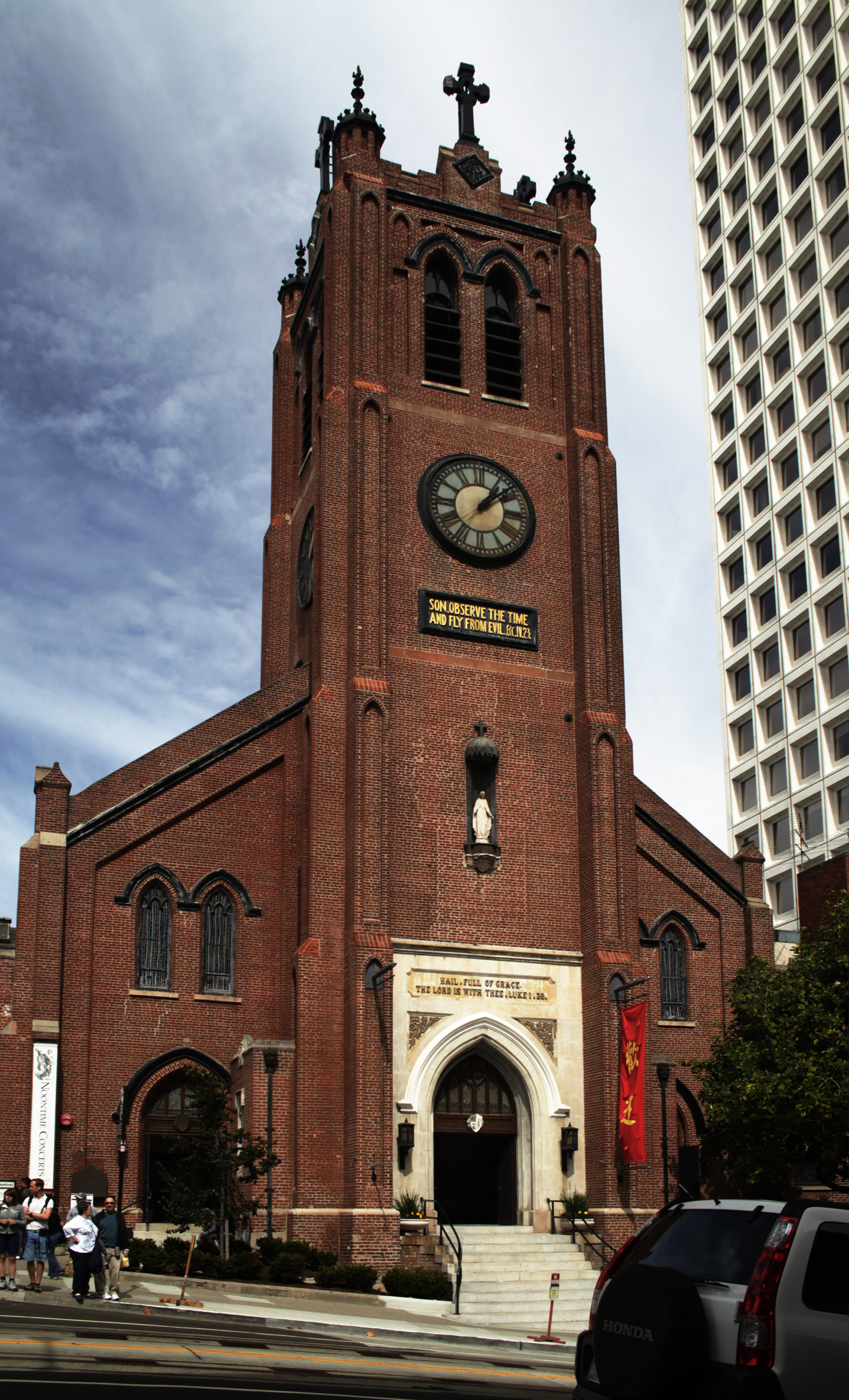
Antiga Catedral de Santa Maria, na Califórnia, uma das fundações paulistas.

O servo de Deus Isaac Hecker era um padre redentorista, assim como todos os demais membros fundadores da Congregação de São Paulo. Depois de convertidos ao catolicismo, a intenção deles era criar um instituto de padres que pudessem pregar o Evangelho para o povo da América do Norte de formas mais efetivas que os métodos até então utilizados. A noção de Hecker do seriam "meios mais efetivos" o colocaram em conflito com as lideranças da comunidade redentorista e resultaram na sua expulsão da ordem. Contudo, ele foi apoiado pelos padres George Deshon, Augustine Hewit, Francis Baker e Clarence Walworth, todos eles convertidos ao catolicismo vindos da Igreja Episcopal e muito influenciados pelo Movimento de Oxford. Hecker e seus companheiros foram dispensados de seus votos redentoristas e receberam permissão para fundar os Padres Paulistas em 1858, com o nome oficial de "Padres Missionários de São Paulo Apóstolo", uma homenagem a São Paulo, pelo papa Pio IX.
Os paulistas começaram suas obras na Arquidiocese de Nova Iorque e estabeleceram sua sede numa paróquia na 59th Street, apropriadamente chamada de St. Paul the Apostle Church, cedida a eles pelo arcebispo John Hughes. Hecker concebeu os paulistas para serem uma comunidade pequena, mas com um foco missionário bastante específico. A partir de sua nova sede, eles começaram a realizar sua obra missionária entre os não-católicos da cidade. Com a irrupção da Guerra Civil Americana, os Padres Paulistas, nortistas, foram obrigados a cancelarem suas missões no sul.
O arcebispo Hughes apelou a George Deshon, que era formado em West Point, que servisse como capelão na Brigada de Nova Iorque, mas como os paulistas eram ainda uma ordem incipiente, havia poucos membros e, por isso, o padre Deshon recusou o convite. Durante as Revoltas contra o Alistamento em Nova Iorque, em 1863, os paulistas tentaram dissuadir a população contra a violência, mas tiveram sucesso apenas marginal, pois o padre Augustine Hewit acabou ferido na tentativa.
Em 1866, sob a liderança de Hecker, a Editora Paulista (Paulist Press) foi fundada, adicionando a imprensa ao esforço paulista. Em 1870, uma revista voltada à juventude católica, "The Young Catholic" ("O Jovem Católico"), foi criada. Cinco anos depois, os primeiros missionários paulistas embarcaram para a Califórnia e novas missões rapidamente se sucederam em Rhode Island, Kentucky, Michigan e no Quebec. Em 1925, os paulistas fundaram a WLWL, sua própria estação de rádio em Nova Iorque e, dez anos depois, adaptaram trailers motorizados como capelas e começaram uma série de missões nas zonas rurais de estados como Carolina do Sul, Tennessee e Utah.

## Os Padres Paulistas hoje
Os Padres Paulistas continuam dedicados à obra missionária nos Estados Unidos. Eles acreditam, como Hecker acreditava, serem liderados pelo Espírito Santo nesta empreitada. Os modernos paulistas prezam a liberdade, preferindo uma postura acolhedora e inclusiva, são otimistas, bem-humorados e trabalham sem problemas com voluntários leigos. A Sociedade recentemente criou um programa para leigos que desejem se associar com a atividade paulista se comprometendo a personificar os ideais paulistas em suas vidas. Como uma sociedade de vida apostólica, os paulistas não fazem os votos típicos da vida consagrada; ao invés disso, se compromente a perseguir sua missão por meio da vida comunitária e do desenvolvimento da santidade em suas vidas.
Além de servirem como padres paroquiais em suas fundações, os paulistas continuam seu trabalho missionário através da Associação Nacional Paulista de Evangelização Católica, dos escritórios nacionais, da imprensa e de produtoras de filmes, além de suas próprias pregações pessoais. Atualmente, a Sociedade conta com vinte padres disponíveis para missões, cujo formato varia dependendo de qual padre é selecionado para realizá-la. Os padres paulistas enfatizam a individualidade de cada membro e cada um deles apresenta a mensagem paulista de sua própria maneira. 
O papa Francisco, que é jesuíta, escolheu o centro dos Padres Paulistas em Ariccia, Itália, para realizar o retiro anual da Quaresma — uma semana de reclusão e exercícios espiriturais — do papa e da Cúria Romana. Os retiros, que originalmente aconteciam durante o Advento, geralmente contavam com jesuítas como pregadores e se realizavam na Capela Redemptoris Mater do Palácio Apostólico. O monsenhor Angelo De Donatis, um padre paroquiano da Diocese de Roma e um importante diretor espiritual de seu próprio centro, foi escolhido ocmo pregador.

## Associação

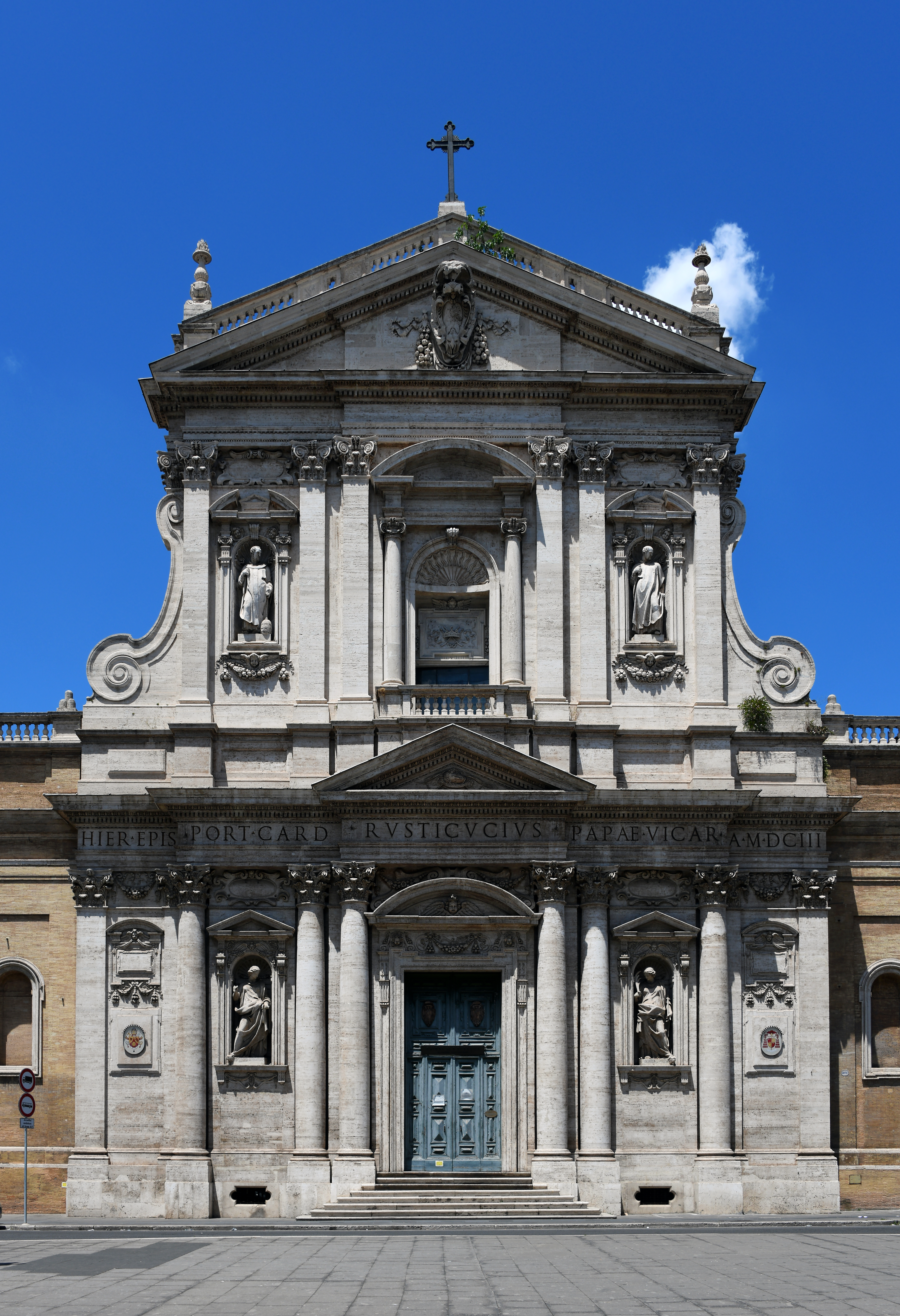
Santa Susanna, uma das únicas fundações paulistas fora dos Estados Unidos (a outra fica em Quebec.

O treinamento para se tornar um padre paulista é similar ao de outros institutos religiosos. A Sociedade é aberta a homens católicos solteiros formados e com boas relações com a Igreja Católica. O treinamento está dividido em três fases e leva geralmente seis anos para se completar. A primeira fase da formação é o noviciado, com um ano de duração, cujo objetivo é introduzir o indivíduo à vida paulista e ajudá-lo a decidir se esta é sua vocação correta. A fase seguinte consiste em dois anos de estudos de filosofia e teologia seguidos de um ano de apostolado numa fundação paulista. Ao retornar de seu apostolado, o candidato volta para a escola para mais dois anos de estudos e, se aprovado, receberá uma graduação de Mestre em Teologia. Como o Seminário e Noviciado Paulista está localizado no St. Paul's College, em Washington, DC, os estudantes paulistas tem a opção de estudar ou na Catholic University of America ou na Washington Theological Union. Perto do final de seus estudos, a Sociedade então decide se irão ou na prosseguir com a ordenação ao diaconato. Uma vez diácono, a última fase da formação é um internato pastoral de um ano, no final do qual o indivíduo é ordenado padre e ingressa na Sociedade.

## Padroeiros
Entre os padroeiros dos Padres Paulistas estão a Virgem Maria, São Paulo, São José, Santo Afonso de Ligório, São Francisco de Sales, São Tomás de Aquino, São Patrício, São Filipe Néri, Santa Teresa de Ávila, São João da Cruz, Santa Maria Madalena e a santa norte-americana Santa Isabel Seton.